# Notti africane
Notti africane (African Nights) è un romanzo autobiografico della scrittrice di origini italiane Kuki Gallmann. L'originale è in lingua inglese, ed è stato tradotto in italiano dall'autrice stessa.
Il romanzo è il seguito ideale del bestseller del 1991 Sognavo l'Africa e narra viaggi ed esperienze vissute dall'autrice nel suo ranch in Kenya e del suo rapporto con la figlia cresciuta da sola dopo la morte del marito Paolo.
La pubblicazione in Italia ha avuto grande successo, vendendo oltre mezzo milione di copie in poche settimane.